# Zbrodnia w Słobodzie Konkolnickiej
Zbrodnia w Słobodzie Konkolnickiej – zbrodnia dokonana 2 kwietnia 1944 r. na polskich mieszkańcach wsi Słoboda Konkolnicka, położonej w powiecie rohatyńskim województwa stanisławowskiego, popełniona przez oddział Ukraińskiej Powstańczej Armii.

## Przed zbrodnią
Przed II wojną światową Słoboda Konkolnicka, nie licząc kilku rodzin żydowskich, była wsią czysto polską.  W 1939 roku liczyła około 380 gospodarstw. W dwudziestoleciu międzywojennym wieś była wymieniana jako silny ośrodek ruchu szlachty zagrodowej.
Na przełomie lat 1943-1944 pod wpływem doniesień o mnożących się zabójstwach Polaków przez ukraińskich nacjonalistów, mieszkańcy wsi rozpoczęli wystawiać nocne warty uzbrojone w broń białą, których zadaniem było ostrzeganie ludności przed napadem. Do Słobody Konkolnickiej ściągali uchodżcy z innych miejscowości.
Według wspomnień zgromadzonych przez Stowarzyszenie Upamiętnienia Ofiar Zbrodni Ukraińskich Nacjonalistów w styczniu (bądź w lutym) 1944 roku banderowcy porwali ze Słobody  Konkolnickiej 11 osób, w tym sołtysa. Uprowadzonych zamordowano w sąsiedniej wsi Bybło. Ofiary miały ucięte głowy oraz liczne okaleczenia.

## Zniszczenie wsi
Według wspomnień zgromadzonych przez Stowarzyszenie Upamiętnienia Ofiar Zbrodni Ukraińskich Nacjonalistów, 2 kwietnia 1944 r. (Niedziela Palmowa) około godziny 23 Słobodę Konkolnicką  zaatakowały siły UPA. Napastnicy nadciągnęli od strony góry sąsiadującej ze wsią. Niebroniona ludność, głównie kobiety i dzieci, szukała ratunku ukrywając się w piwnicach i schronach, natomiast mężczyźni uciekali na okoliczne pola. Napastnicy zabijali napotkane osoby bez względu na płeć i wiek przy użyciu noży, bagnetów i siekier, do uciekających strzelano. Jednocześnie dokonywano rabunku mienia; ograbione domostwa podpalano.  Wiele osób zginęło w płomieniach bądź w wyniku uduszenia. Około godziny 4 w nocy napastnicy odeszli.
W konsekwencji ataku zginęło co najmniej 100 osób. Sz. Siekierka, H. Komański i E. Różański podają, że zginęły 103 osoby, w tym 83 znane z nazwiska. Z wyjątkiem kilku zabudowań spłonęła cała wieś.